# Płacz niewolników na galerze
Płacz niewolników na galerze, Płacz niewolników (oryg. ukr. Плач невольників) – duma kozacka powstała najpóźniej w XVII wieku.
Duma należy do grupy utworów tego gatunku, których tematem była sytuacja Kozaków zaporoskich wziętych do niewoli przez Turków w czasie organizowanych przez Zaporożców wypraw łupieżczych. Zdaniem Włodzimierza Mokrego została napisana przez Kozaka, który sam znajdował się w niewoli, po czym weszła do ustnej tradycji kozackiej, ulegając typowym dla utworów swojego gatunku przekształceniom – była równolegle wykonywana przez wielu wędrownych artystów (kobziarzy, lirników), którzy zachowując zasadniczą treść i przesłanie dumy dokonywali mniejszych lub większych zmian w jej tekście. Autor ten wymienia ją wśród najbardziej wartościowych artystycznie utworów reprezentujących gatunek.
Akcja utworu rozgrywa się na tureckiej galerze, gdzie do wioseł przykuta jest grupa wziętych niegdyś do niewoli Kozaków. Chórem proszą Boga o zesłanie burzy, która mogłaby zniszczyć statek, na którym od lat są zmuszani do niewolniczej pracy. Tureccy nadzorcy chłoszczą niewolników, którzy ponownie chórem przeklinają "ziemię turecką i wiarę bisurmańską", jako przyczynę nieszczęść całego chrześcijaństwa, jak i ich tragedii osobistych. Proszą Boga o pomoc w wydostaniu się z niewoli i o szczęśliwe życie wszystkich chrześcijan.
Najważniejsze fragmenty utworu mają charakter chóralnego lirycznego monologu, w którym wypowiadający rozpamiętują swoją utraconą wolność, szczęśliwe życie, jakie wiedli na Ukrainie; pozostaje ono w silnym kontraście z położeniem w niewoli tureckiej. Dumy utrzymane w konwencji "płaczu" niewolników zawierają również silne przesłanie chrześcijańskie. Całe ich fragmenty zawierają dramatyczne zwroty bezpośrednio do Boga (o interwencję na rzecz uwięzionych Kozaków, ich uwolnienie i powrót na Ukrainę) lub symbolicznie, do istot, które mogą w dialogu z Bogiem być pośrednikami (symbolika gołębi). Kozacy utożsamiają się z wiarą chrześcijańską, zaś pod adresem islamu ("wiary bisurmańskiej") w dumach padają słowa pełne pogardy i buntu - to odmienność wyznaniowa jest ukazywana jako przyczyna walki, a zatem i nieszczęść Zaporożców.
Duma została spisana po raz pierwszy w I poł. XIX wieku. Jest znana w ok. 10 wariantach.